# Alex Arthur

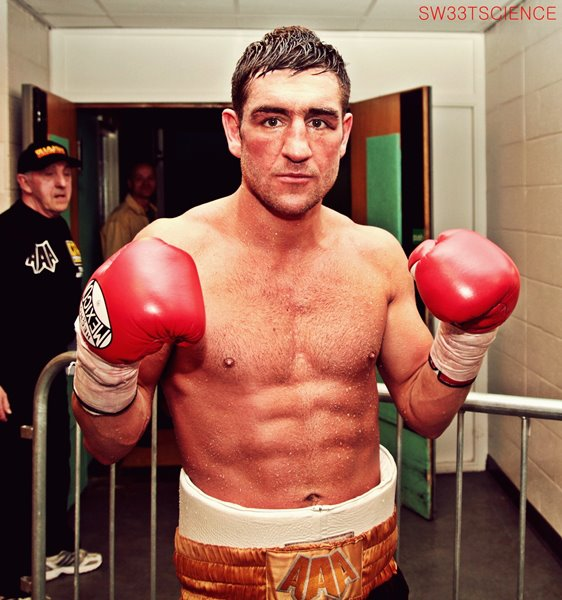
Alex Arthur nach dem Kampf (2012)

Alex Arthur (* 26. Juni 1978 in Edinburgh, Schottland) ist ein ehemaliger britischer Boxer und Normalausleger. Er wurde von seinem Landsmann Frank Warren gemanagt und unter anderem von Freddie Roach trainiert.
Er war ungeschlagen, als er mit einem technischen K.-o.-Sieg in Runde 10 über den Rechtsausleger Koba Gogoladse am 21. Juli 2007 WBO-Interimsweltmeister wurde. Im Dezember desselben Jahres verteidigte er diesen Gürtel einstimmig nach Punkten gegen Stephen Foster. 
Am 15. Mai 2008 wurde er kampflos zum WBO-Weltmeister ernannt. Allerdings verlor er den Gürtel bereits in seiner ersten Titelverteidigung gegen Nicky Cook durch einstimmigen Beschluss.